# Arquà Polesine
Arquà Polesine [arˈkwa poˈleːzine] é uma comuna italiana da região do Vêneto, província de Rovigo, com cerca de 2.896 habitantes. Estende-se por uma área de 20 km², tendo uma densidade populacional de 145 hab/km². Faz fronteira com Bosaro, Costa di Rovigo, Frassinelle Polesine, Polesella, Rovigo, Villamarzana.

## Demografia
| Variação demográfica do município entre 1861 e 2011                               |
|                                                                                   |
| Fonte: Istituto Nazionale di Statistica (ISTAT) - Elaboração gráfica da Wikipedia |